# Jennifer Melfi

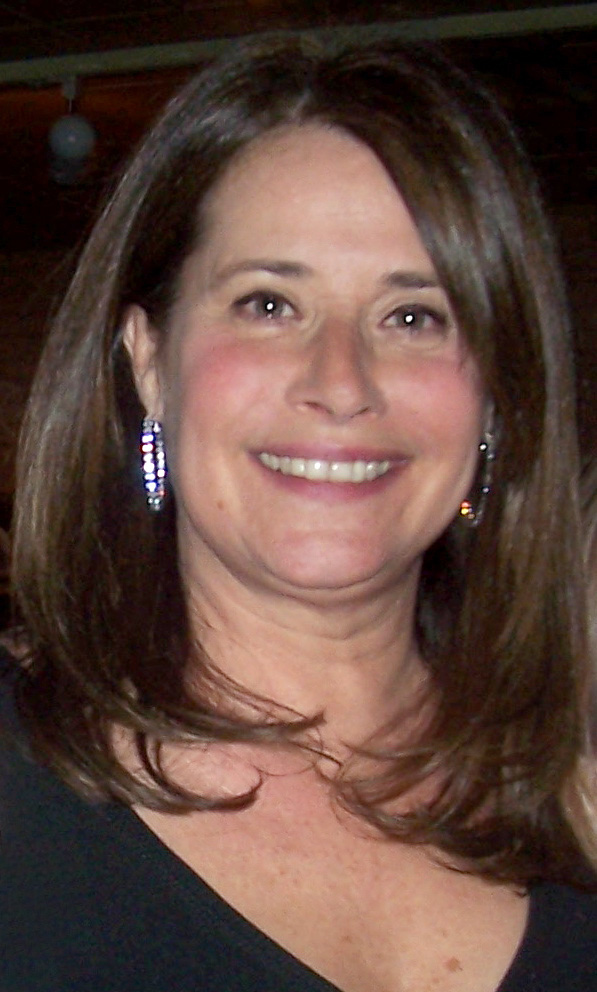
Lorraine Bracco, actriţa care interpretează rolul lui Jennifer Melfi

Jennifer Melfi, M.D., interpretată de Lorraine Bracco, este un personaj fictiv în seria TV distribuită de HBO, Clanul Soprano. Este doctor psihiatru iar printre pacienții ei se numără și șeful mafiot Tony Soprano. 
Melfi este ea însăși Italo-americană; familia ei are rădicini în Caserta. Este absolventă a Universității Tufts, după cum este arătat în primul episod. Este persoana care, probabil, îl înțelege cel mai bine pe Tony Soprano în adevăratul sens al cuvântului. De-a lungul anilor Tony Soprano a avut o încredere foarte mare în Dr. Melfi astfel dezvăluindu-i acesteia unele lucruri neștiute nici măcar de asociații săi sau nevasta sa Carmela. În nenumăratele ședințe dintre cei doi, Dr. Melfi a urmărit cum comportamentul lui Soprano variază de la temperat la violent sau de la responsabil la rece și distant. 
Dr. Melfi s-a văzut nevoită chiar să reziste avansurilor lui Tony Soprano la ședințele dintre cei doi chiar dacă această situație nu a fost chiar atât de facilă, Jennifer Melfi având la un moment dat probleme serioase cu alcoolismul. 
Fiul lui Melfi este Jason LaPenna, tatăl acestuia fiind Richard LaPenna - fostul soț al lui Jennifer.